# Лучший шестой игрок женской НБЛ
«Лучший шестой игрок женской НБЛ» (англ. WNBL Sixth Woman of the Year Award) — это ежегодный приз, который присуждается лучшему запасному игроку женской национальной баскетбольной лиги по итогам регулярного первенства ЖНБЛ. Победителя в этой номинации выбирают журналисты различных телеканалов и печатных изданий Австралии. За первое место начисляется 5 очков, за второе — 3, а за третье — 1. Игрок, набравший наибольшее количество очков по итогам голосования, признаётся лучшим шестым игроком ЖНБЛ. Номинанты на этот приз должны сыграть больше игр, выходя на паркет со скамейки запасных, чем в стартовом составе.
Данная награда присуждается лишь с сезона 2019/20 годов и за шесть сезонов вручалась разным игрокам. Чаще других обладателями этого приза становились игроки клубов «Саутсайд Флайерз» (два раза), «Перт Линкс», «Таунсвилл Файр», «Аделаида Лайтнинг» и «Бендиго Спирит» (по одному разу). Действующим же обладателем почётной премии является Эбигейл Уэранг из клуба «Бендиго Спирит».

## Легенда к списку
| ^                      | Помечены игроки, выступающие в женской НБЛ по сей день  |
| *                      | Избраны в Австралийский баскетбольный Зал славы         |
| Игрок (жирным шрифтом) | Игроки, выигравшие чемпионский титул в этом же сезоне   |
| Игрок или команда (X)  | Количество титулов, выигранных игроком или его командой |

## Обладатели награды

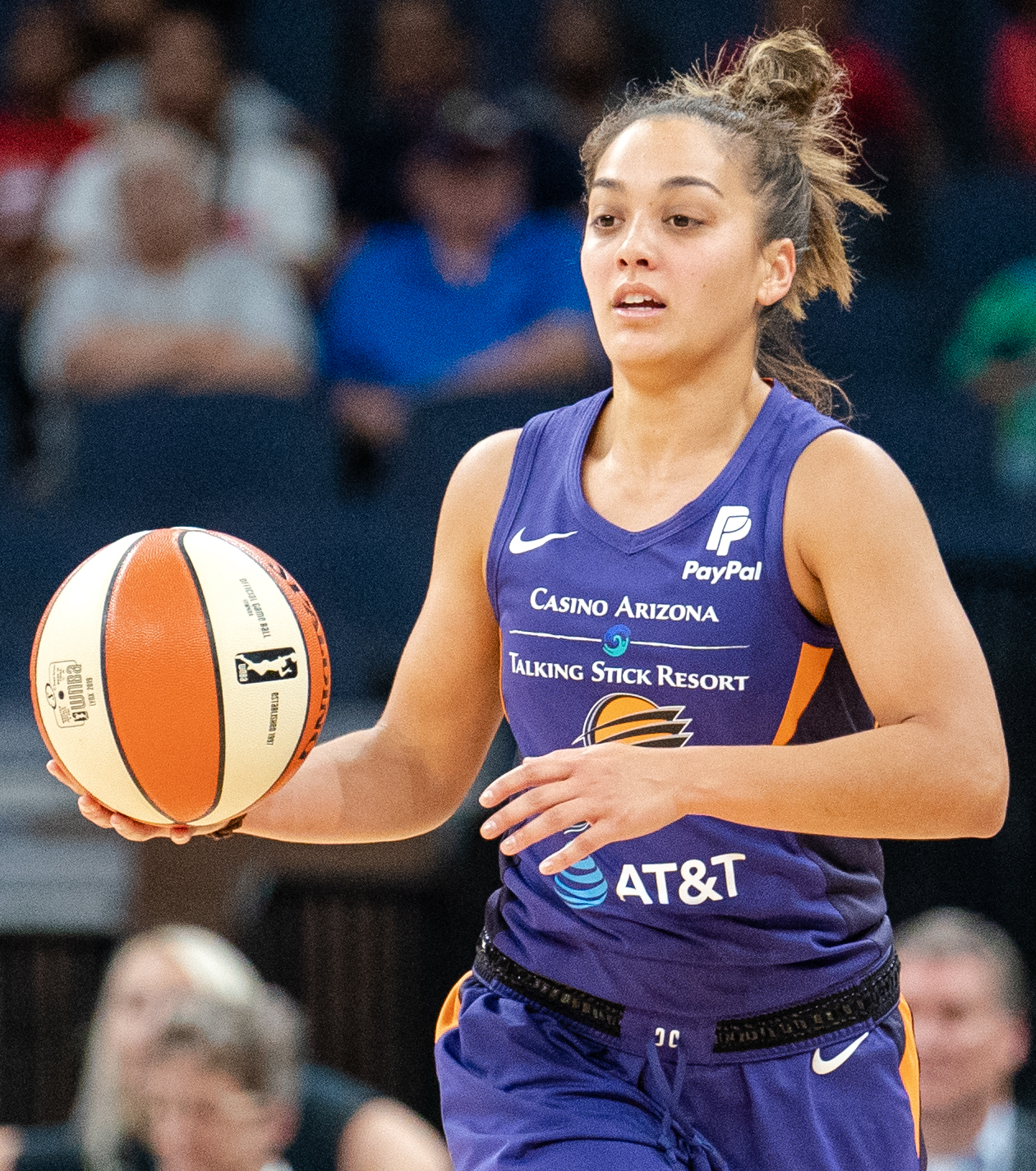
Лейлани Митчелл выигрывала эту премию в сезоне 2023/24 годов

| Год     | Игрок             | Национальность | Позиция             | Команда              | Ссылки |
| ------- | ----------------- | -------------- | ------------------- | -------------------- | ------ |
| 2019/20 | Алисон Швагмайер^ | США            | Защитник / Форвард  | Перт Линкс           |        |
| 2020    | Зитина Аокусо^    | Австралия      | Форвард / Центровая | Таунсвилл Файр       |        |
| 2021/22 | Кристи Уоллес^    | Австралия      | Защитник            | Саутсайд Флайерз     |        |
| 2022/23 | Изобель Борлейс^  | Австралия      | Защитник            | Аделаида Лайтнинг    | [ 1 ]  |
| 2023/24 | Лейлани Митчелл^  | Австралия      | Защитник            | Саутсайд Флайерз (2) | [ 2 ]  |
| 2024/25 | Эбигейл Уэранг^   | Австралия      | Защитник            | Бендиго Спирит       | [ 3 ]  |